# Chaise d'enfant
La chaise d’enfant ou chaise haute est un siège qui permet à un enfant d’être à la hauteur de la table et des personnes qui s’y trouvent.

## Utilisation
Le rôle principal est de maintenir l’enfant assis, sans risque de chute comme cela serait le cas avec une chaise ordinaire et lui permettre de prendre ses repas.

- La tablette peut se relever pour positionner un enfant qui ne pourrait être introduit par le haut ;
- Un appui pieds réglable ;
- Sur certains modèles :
  - l’assise peut être retirée pour découvrir une seconde assise percée et qui reçoit un pot de chambre et se transforme en chaise percée ;
  - La chaise peut se replier pour former un ensemble plus bas et plus stable (assise à environ 25 cm du sol)[1], qui permet à l’enfant de disposer d’une grande tablette pour y déposer ses jouets. Des roulettes permettent le déplacement aisé de la chaise.

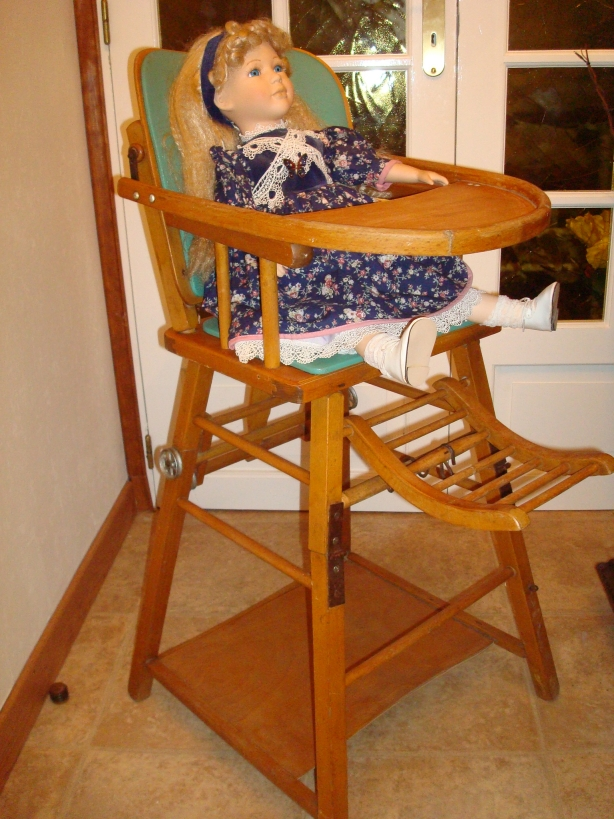
Chaise en position haute
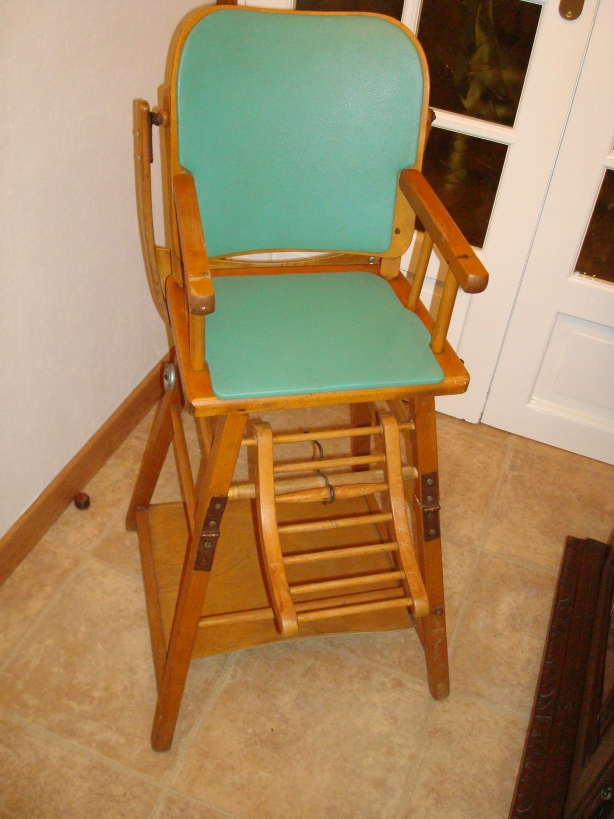
Chaise avec tablette relevée
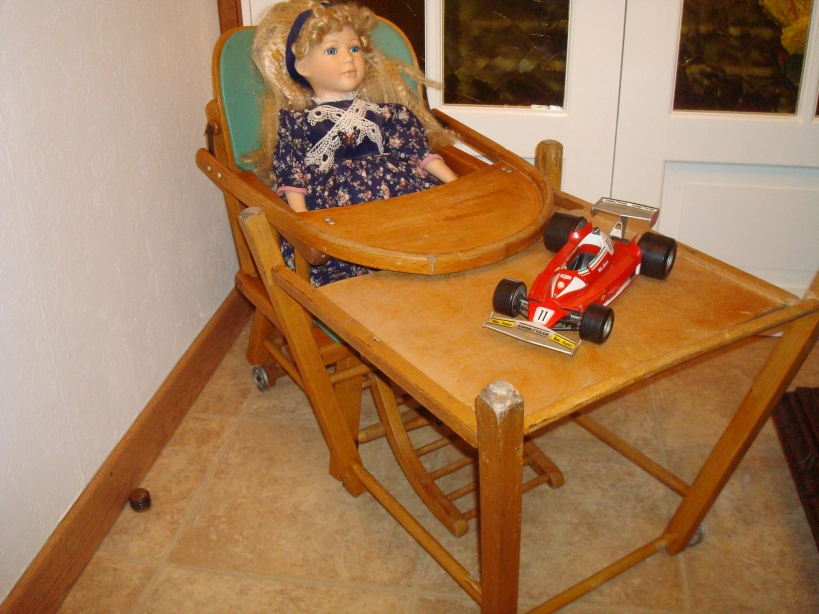
Chaise repliée
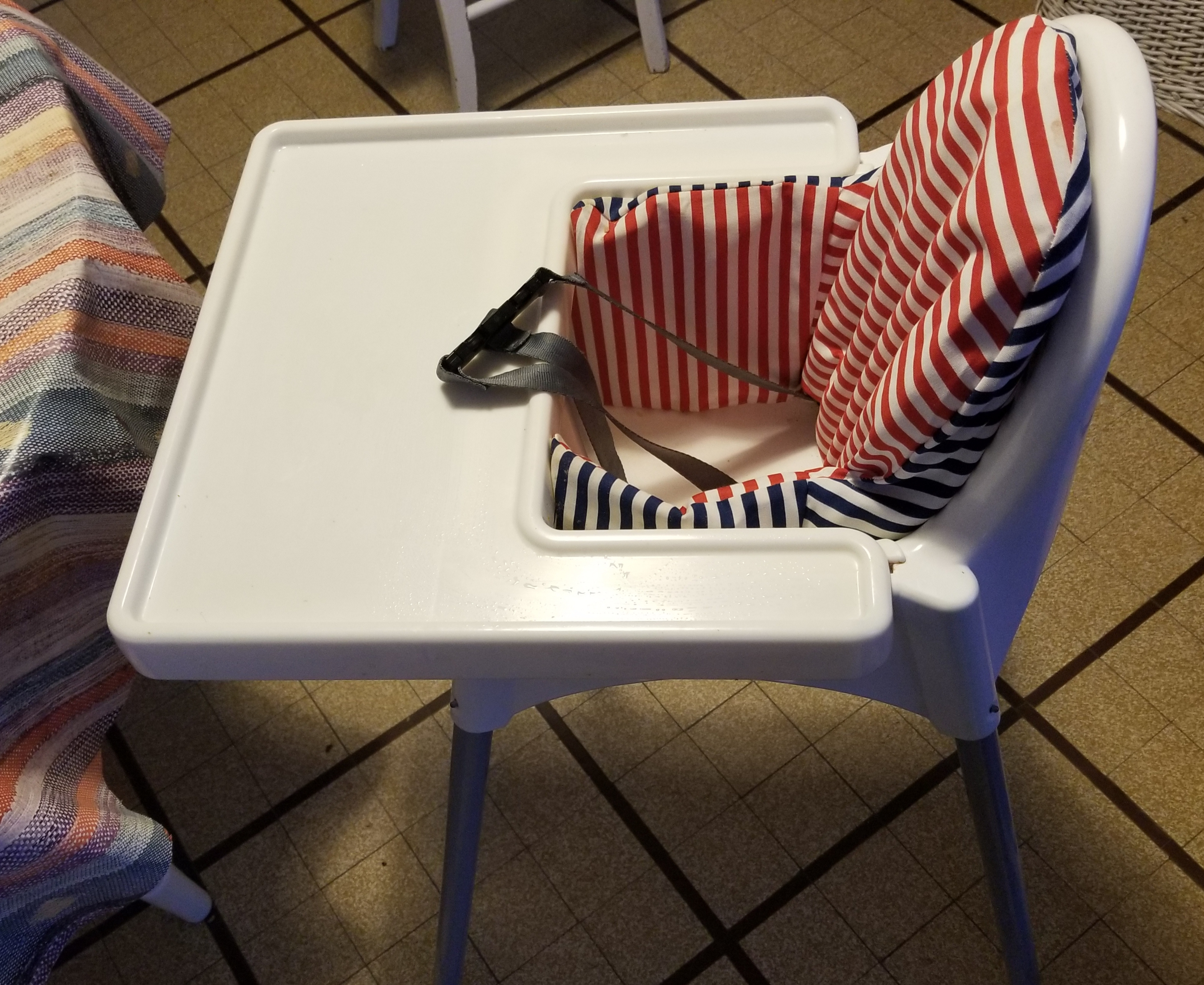
Chaise haute en plastique avec lanières de sécurité pour stabiliser l'enfant

## Évolution
L’évolution est constante, tant en tant dans les formes, les couleurs que dans les matières utilisées. Le bois a fait place aux métaux légers (tubes acier inox, peint, aluminium, matières synthétiques, etc.)